# Medole
Medole (lombardul: Médule) település Olaszországban, Lombardia régióban, Mantova megyében. Lakosainak száma 4148 fő (2023. január 1.). Medole Castiglione delle Stiviere, Ceresara, Solferino, Castel Goffredo, Cavriana és Guidizzolo községekkel határos.

## Népesség
A település lakossága az elmúlt években az alábbi módon változott:
| Lakosok száma | 4031 | 4055 | 4148 |
|               | 2017 | 2018 | 2023 |